# Григор'євка (Стерлітамацький район)
Григо́р'євка (рос. Григорьевка, башк. Григорьевка) — присілок у складі Стерлітамацького району Башкортостану, Росія. Входить до складу Ашкадарської сільської ради.
Населення — 86 осіб (2010; 106 в 2002).
Національний склад:
- росіяни — 71%